# Jessica van Geel
Jessica van Geel (1973) is een Nederlands schrijver, journalist en historicus.

## Biografie
Van Geel studeerde geschiedenis aan de Universiteit Utrecht. Ze deed daarna een postdoctorale opleiding journalistiek aan de Erasmus Universiteit Rotterdam en volgde een cursus romanschrijven bij de Amsterdamse Schrijversvakschool. Zij werkte van 2006 tot 2015 als redacteur bij nrc.next en NRC. Daar was ze onder meer chef van de bijlage Mens& en eindredacteur bij de zaterdagkrant. 
In Neem een geit, leven voor gevorderden (2015) sprak zij samen met Claudia de Breij met Willeke Alberti, Hedy d'Ancona, Anne-Wil Blankers, Hanneke Groenteman, Nico ter Linden, Geert Mak, Erica Terpstra, Herman van Veen, Paul van Vliet en Hans Wiegel.
Van Geel werd als schrijver en historicus bekend door haar goed ontvangen boek I love you, Rietveld (2018) over Truus Schröder-Schräder en haar relatie met Gerrit Rietveld.
Als je maar gelukkig bent (2021) bevat interviews die van Geel samen met Robbert Blokland voerde. Zij vonden dat er te weinig persoonlijke verhalen waren vanuit de LHBTIQ+gemeenschap. Zij voerden gesprekken met Paul de Leeuw, Claudia de Breij, Nassiri Belaraj, Ellie Lust, Maartje Wortel, Bas Heijne, Nicolaas Veul, Romana Vrede en Barbara Barend.
In 2022 verscheen haar biografie van de verzetsstrijdster Truus van Lier. Naar aanleiding van dat boek werd haar in 2025 gevraagd om rond de Nationale Dodenherdenking en bevrijdingsdag, 4 en 5 mei, een aantal lezingen te geven over Truus van Lier. Uit de aantekeningen voor die lezingen kwam haar volgende boek voort, Een steen op mijn bureau - Aantekeningen van vrees en hoop (2025), dat in NRC door Jannetje Koelewijn werd beoordeeld met vijf 'ballen'. en door Koelewijn noemde het een "flamboyant en zeer urgent essay" waarin Van Geel beschrijft "wat je het beste tegen het opkomende fascisme van deze tijd kunt doen".

## Privéleven
Sinds 2016 is Van Geel getrouwd met Claudia de Breij.